# Блудний син у таверні
Блудний син в таверні, також Автопортрет із Саскією на колінах — знаменитий автопортрет Рембрандта з дружиною Саскією, на якому вони представлені героями біблійної притчі про блудного сина. Експонується в Дрезденській галереї (Німеччина).
Час створення картини відноситься найщасливішого періоду життя Рембрандта, коли він домігся популярності як художник, кількість замовлень на його картини зросла, з'явилися учні. Він був щасливий і в сімейному житті, і вирішив створити портрет своєї сім'ї. Це єдина картина Рембрандта, на якій він зобразив себе з Саскією (є ще офорт «Автопортрет з Саскією», що датується 1636 роком).

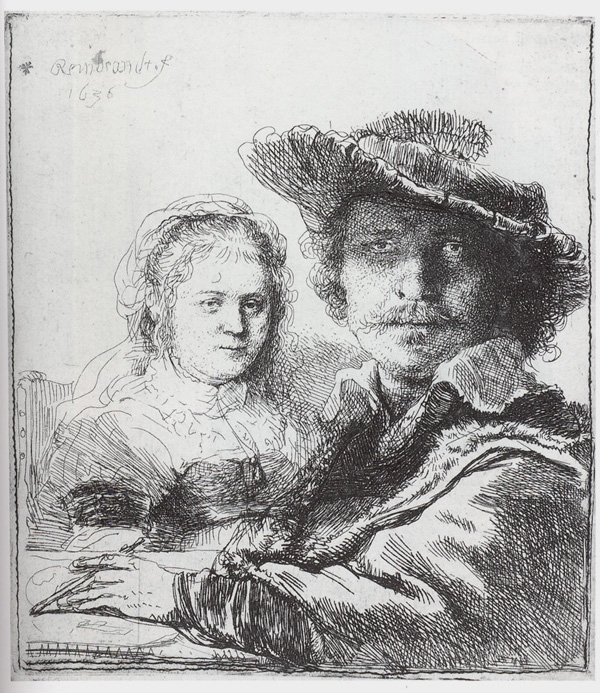
Офорт «Автопортрет із Саскією», 1636

Існує версія, що спочатку на картині були й інші персонажі, але потім художник вирішив залишити тільки себе й дружину, й полотно з лівого боку було обрізане самим Рембрандтом.
До теми блудного сина художник повернеться рік по тому в офорті «Повернення блудного сина», і 31 рік потому — в фінальній картині «Повернення блудного сина».

## Опис
Картина ілюструє розповідь з Євангелія від Луки 15:13: «А по небагатьох днях зібрав син молодший усе, пішов до далекого краю, і розтратив маєток свій там, живучи марнотратно».
На картині Рембрандт грає роль блудного сина, що марнує «маєток із блудницями», елегантно одягненого в камзол зі шпагою, капелюх з пером, високо піднімає кришталевий келих з вином. На колінах у нього сидить Саскія, теж в багатому одязі в ролі блудниці. На столі видно тарілку з павичем, символом марнославства.
Незважаючи на веселощі, зображені на картині, Рембрандт все ж однією деталлю нагадав, яке продовження має біблійна історія. На стіні видно грифельну дошку — символ того, що рано чи пізно за все доведеться платити.